# یواس‌اس اس‌سی-۳۹
یواس‌اس اس‌سی-۳۹ (به انگلیسی: USS SC-39) یک زیردریایی بود که طول آن ۱۱۰ فوت (۳۴ متر) بود. این زیردریایی در سال ۱۹۱۸ ساخته شد.